# جون إف. دونلاب
جون إف. دونلاب هو سياسي أمريكي، ولد في 1922. انتخب عضو مجلس ولاية كاليفورنيا ‏.